# Лёдово (деревня, городской округ Кашира)
Лёдово — деревня в Каширском районе Московской области России, входит в состав сельского поселения Колтовское.

## География
Деревня Лёдово расположена на юге Московской области, в западной части Каширского района, у границы с Ясногорским районом Тульской области, примерно в 14 км к юго-западу от железнодорожной станции Кашира-Пассажирская города Каширы, по правому берегу реки Беспуты. Ближайшие населённые пункты — деревни Благово и Тарасково, а также Григорьевское и Кукуй Тульской области.

## Население
| 2002 | 2010 |
| ---- | ---- |
| 20   | ↘18  |

## История
Во время Второй Мировой Войны деревня находилась под наблюдением немецкой разведки (по утверждению местных жителей, сами немцы в деревню не входили). Неподалёку есть участки, подвергшиеся бомбёжке.